# Rebutia steinmannii
Rebutia steinmannii är en kaktusväxtart som först beskrevs av Hermann Maximilian Carl Ludwig Friedrich zu Solms-Laubach, och fick sitt nu gällande namn av Nathaniel Lord Britton och Joseph Nelson Rose. Rebutia steinmannii ingår i släktet Rebutia och familjen kaktusväxter. Inga underarter finns listade i Catalogue of Life.

## Bildgalleri

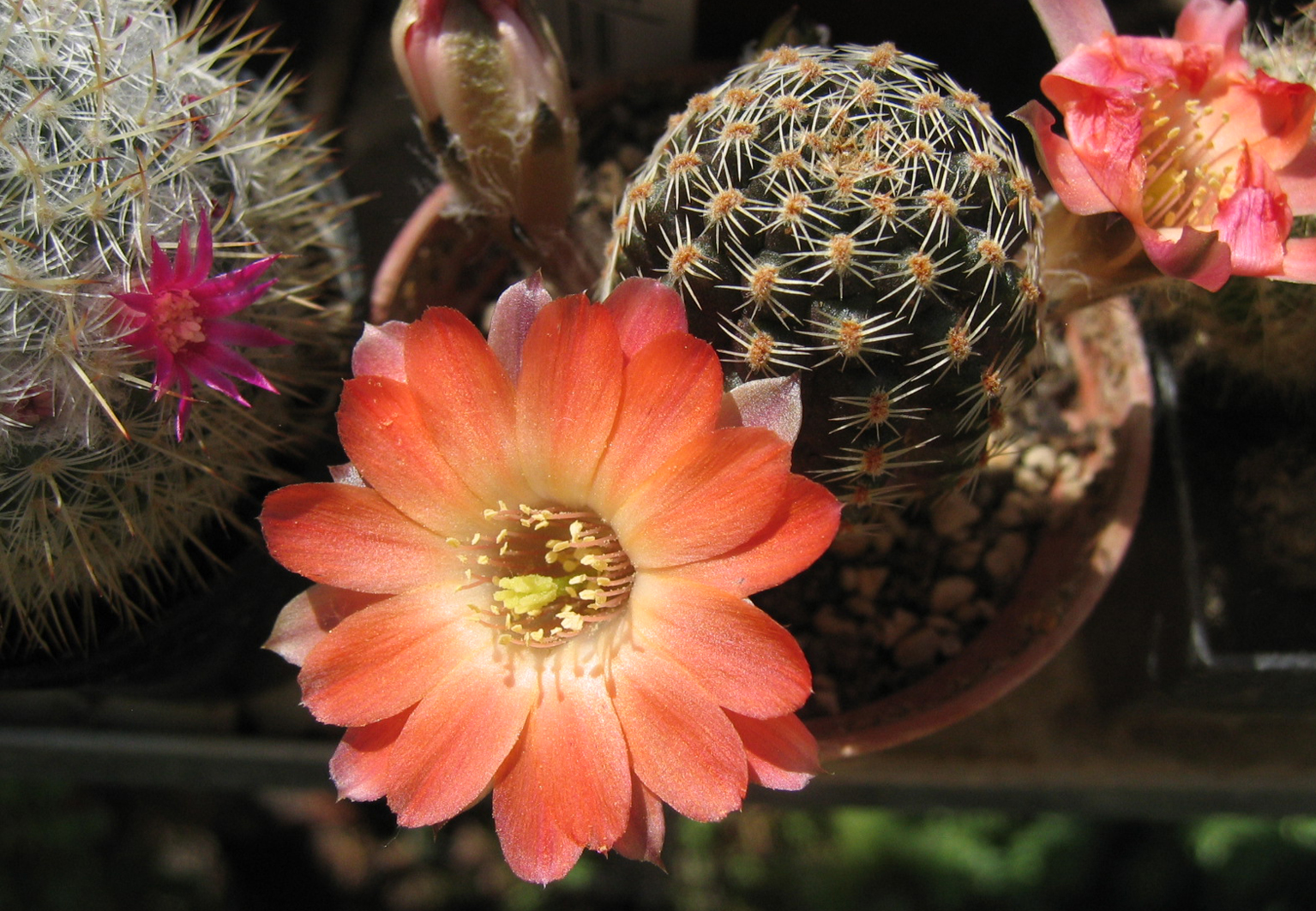
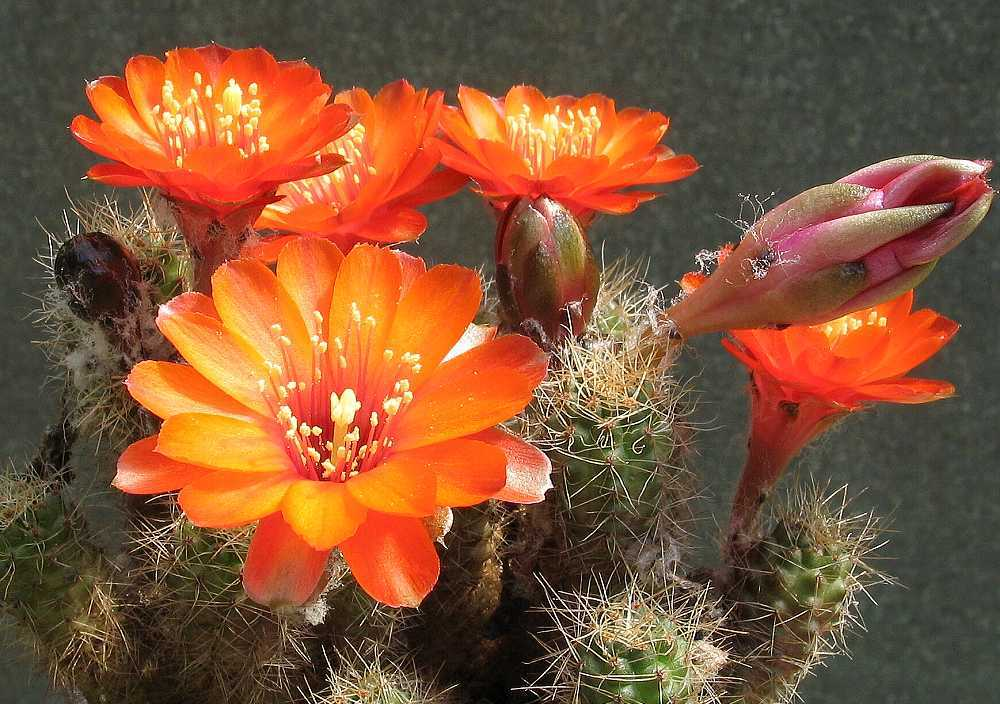
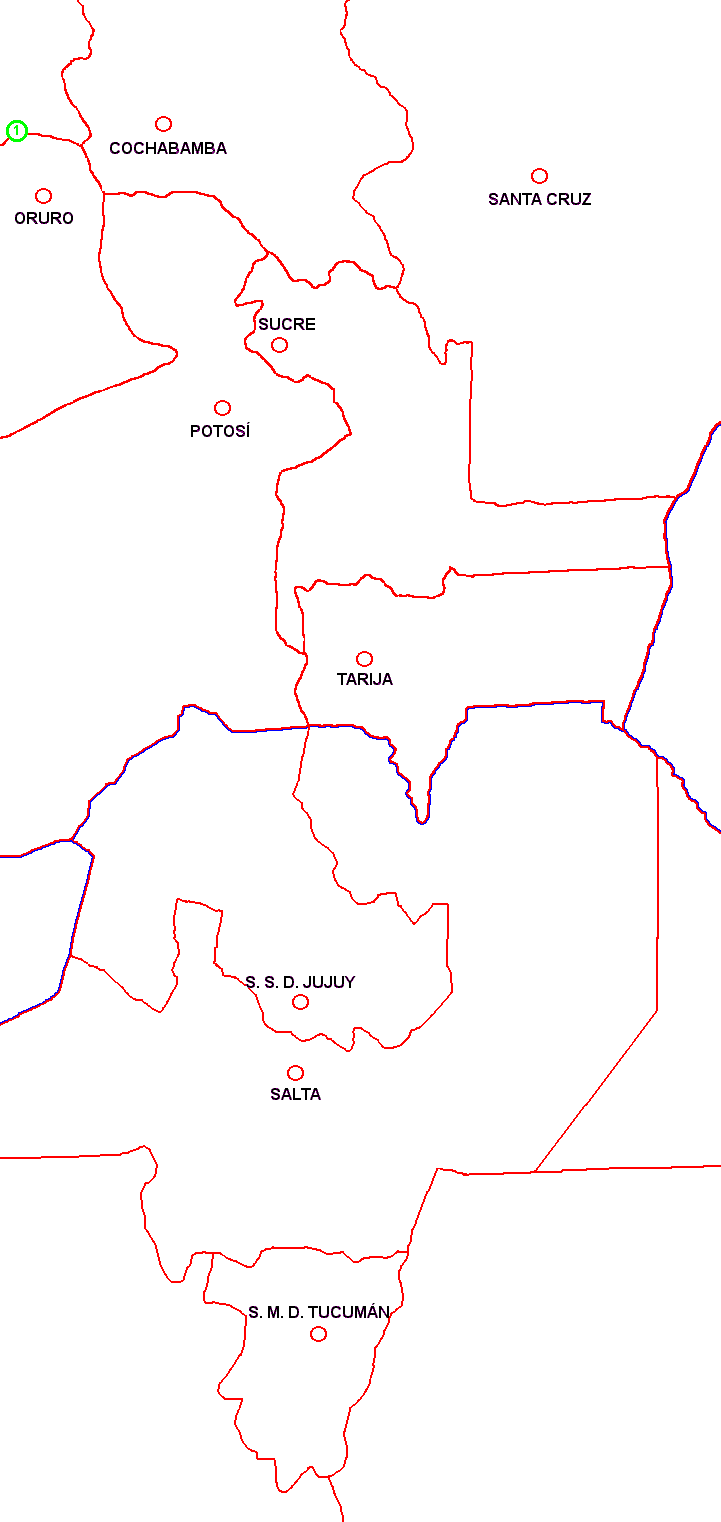
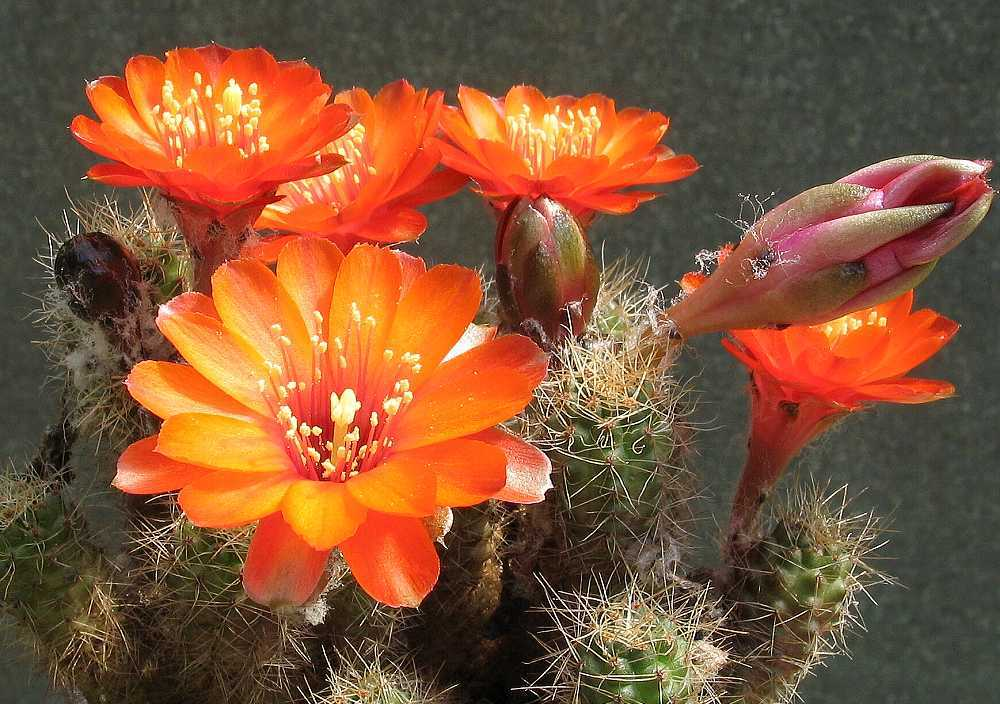